# Sunbeam (bedrijf)
Dit artikel behandelt de algemene bedrijfsgeschiedenis van Sunbeam. Voor het hoofdartikel over Sunbeam auto's zie Sunbeam (auto), voor het hoofdartikel over Sunbeam motorfietsen zie Sunbeam (motorfiets)
Sunbeam is een historisch Brits bedrijf dat auto's, autobussen, buitenboordmotoren, fietsen, motorfietsen, radiateurs, trolleybussen, vliegtuigen en vliegtuigmotoren produceerde. Het bedrijf beleefde zijn gloriejaren in de jaren twintig, maar raakte in verval door de beurskrach van 1929, het vasthouden aan kwalitatief hoogwaardige en dure producten én het gemis aan investeringen voor massaproductie. Het merk werd al snel opgesplitst in een tweewielerbedrijf, een autobedrijf en een trolleybusfabriek en al deze bedrijfsonderdelen wisselden enkele malen van eigenaar. Na de Tweede Wereldoorlog werden dankzij de goede naam nog volop Sunbeam voertuigen geproduceerd, maar die hadden met het oorspronkelijke bedrijf in Wolverhampton niets meer te maken.

## Bedrijfsnamen
- 1859-1887: John Marston, Paul Street, Wolverhampton - eigenaar: John Marston (Vertinnerij, Japanning fabriek)
- 1887-1919: John Marston Ltd, Sunbeamland, Wolverhampton - eigenaar: John Marston (fietsen en motorfietsen)
- 1898-1902: Villiers Cycle Components - eigenaar: John Marston (fietsonderdelen)
- 1899-1905: John Marston Ltd, Moorfield Works, Wolverhampton - eigenaar: John Marston (auto's)
- 1905-1920: The Sunbeam Motor Car Company Ltd, Moorfield Works, Wolverhampton - eigenaar: Familie Marston (auto's)
- 1919-1926: John Marston Ltd, Sunbeamland, Wolverhampton - eigenaar: Nobel Industries Ltd (fietsen en motorfietsen)
- 1920-1935: The Sunbeam Motor Car Company Ltd, Moorfield Works, Wolverhampton - eigenaar: STD Group (auto's en van 1928 tot 1930 bussen)
- 1926-1937: John Marston Ltd, Sunbeamland, Wolverhampton - eigenaar: Imperial Chemical Industries (fietsen en motorfietsen)
- 1931-1934: Sunbeam Commercial Vehicles - eigenaar: STD group (trolleybussen)
- 1934-1935: Sunbeam Commercial Vehicles Ltd. - eigenaar: STD group (trolleybussen)
- 1935-1948: Sunbeam Commercial Vehicles Ltd.- eigenaar: Rootes Group (trolleybussen)
- 1935-1967: The Sunbeam Motor Car Company Ltd, Moorfield Works, Wolverhampton - eigenaar: Rootes Group (auto's)
- 1937-1943: Sunbeam Bicycles Ltd, Woolwich - eigenaar: Associated Motor Cycles (fietsen)
- 1937-1943: Sunbeam Motor Cycles Ltd, Woolwich- eigenaar: Associated Motor Cycles (motorfietsen)
- 1943-1964: Sunbeam Bicycles Ltd, Woolwich - eigenaar: BSA groep (fietsen)
- 1943-1964: Sunbeam Motor Cycles Ltd, Woolwich- eigenaar: BSA groep (motorfietsen)
- 1948-1949: Sunbeam Trolleybus Company - eigenaar: Brockhouse Group (trolleybussen)
- 1949-1965: Sunbeam Trolleybus Company - eigenaar: Guy Motors (trolleybussen)
- 1967-1978: The Sunbeam Motor Car Company Ltd - eigenaar: Chrysler (auto's)

## Voorgeschiedenis
Sunbeam kwam voort uit de vertinnerij en "Japanware" fabriek van John Marston, die hij al in 1859 had opgericht. Japanware was lakwerk van verschillende, vaak huishoudelijke artikelen van messing en koper, die voorzien werden van een donkere onderlaag en vele kleurrijke motieven. Het was voortgekomen uit het Japans lakwerk en in de 18e eeuw populair geworden in Engeland. John Marston was een perfectionist. Hij eiste volledige inzet van zijn werknemers, en alleen de hoogste kwaliteit was goed genoeg. Marstons fabriek was uiteindelijk de grootste producent van Japanware in Engeland, maar rond 1885 begon de populariteit van het product te dalen. De hele Marston familie bestond uit enthousiaste fietsers, die vaak grote tochten ondernamen, waarbij de heren fietsen en driewielers bereden en de dames in rijtuigen volgden. John Marston zelf werd door zijn zoon Charles beschreven als een "Champion Tricyclist".

## Sunbeam geschiedenis

### Jaren tachtig van de 19e eeuw

#### "The Sunbeam"
John Marston had al rond 1887 een ruw ontwerp voor een fiets met massieve banden gemaakt. Toen in hetzelfde jaar de voorman uit de firma, William Newill, een fiets speciaal voor John bouwde, besloot deze fietsen te gaan produceren. Deze speciale fiets had een laag frame, omdat John nogal korte benen had, en was afgewerkt met de "Japanning" techniek: zwarte lak met gouden biezen. Het verhaal gaat dat Johns vrouw Ellen de zon zag weerspiegelen in de glanzende lak, en zo de naam "The Sunbeam" bedacht. Deze naam werd in 1888 geregistreerd. De fabriek werd omgedoopt tot "Sunbeamland".

### Jaren negentig van de 19e eeuw

#### Eerste auto
In 1889 werden de eerste Sunbeam fietsen en tricycles gepresenteerd en in de jaren die volgden opende het bedrijf verschillende vestigingen in het Verenigd Koninkrijk. Veelal werden wielrenners als Willam Travers en A. Gilbert aangetrokken als adviseur of agent. De allereerste modellen hadden al twee innovaties: een excentrische trapperas om de ketting te spannen en een oliebadkettingkast, die was uitgevonden door J. Harrison Carter en die vanaf 1897 "The Little Oil Bath" werd genoemd. In dezelfde periode wist John Marston's rechterhand Thomas Cureton hem over te halen een auto te gaan bouwen. Men begon in 1899 te werken aan een eerste prototype in een leegstaand koetshuis aan Upper Villiers Street. Het werd gebouwd door Henry Dinsdale, die ervaring had opgedaan bij Wearwell, en zijn assistent Harry Wood. Het werd een conventioneel tweezitter ontwerp met een 4pk staande eencilindermotor met waterkoeling, twee versnellingen, riemaandrijving, massieve banden en helmstok besturing. De meeste onderdelen werden in de Sunbeamland fabriek geproduceerd.

#### Villiers Cycle Components
Al in 1898 liep de fietsverkoop zó goed, dat er behoefte bestond aan de toelevering van onderdelen, zoals pedalen. John Marston stuurde zijn zoon Charles naar de Verenigde Staten om daar op zoek te gaan naar de beste pedalen én de machines om ze te produceren. Charles vond wat hij zocht bij Pratt & Whitney en kwam thuis met tekeningen om pedalen te produceren. De machines werden besteld maar pasten niet in de fabriek in Paul Street. Daarom werd een werkplaats van een ander "Japanning" bedrijf aan Villiers Street gekocht. Op die manier werd Charles Marston directeur van zijn eigen bedrijf, dat zou uitgroeien tot het inbouwmotormerk Villiers.

### Jaren nul

#### Start van de autoproductie

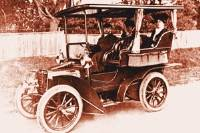
Sunbeam Tonneau (ca. 1903)

Dankzij de "Little Oil Bath" oliebadkast kon men vanaf ca. 1903 ook versnellingsapparaten inbouwen, die altijd voldoende gesmeerd werden. De eerste versie hiervan was de twee-snelheden epicycloïde versnelling op de trapperas, die in 1907 werd aangevuld met de door William Newill ontwikkelde drieversnellingsnaaf. Hierdoor had de berijder al zes versnellingen tot zijn beschikking. Mede door deze innovaties, maar ook door de hoogstaande afwerking en kwaliteit, waren Sunbeam fietsen veel duurder dan concurrerende merken. Sunbeam leverde ook gecombineerde ringsleutels als boordgereedschap bij de fietsen, waarmee ook het zadel versteld kon worden. Men leverde dames- en herenfietsen, racefietsen en uiteraard tricycles, die in het begin van de twintigste eeuw nog bijzonder populair waren. In 1900 werd een tweede auto gebouwd, identiek aan het eerste prototype, maar deze werd tentoongesteld tijdens de National Show in het Crystal Palace in Hyde Park (Londen) in december 1901. Op deze show stelde ook Maxwell Maberley-Smith zijn heel bijzondere auto voor: een vierwieler met de wielen in ruitformatie (voor, achter, links en rechts). De motor zat aan het voorwiel gemonteerd maar dreef de "middenwielen" aan en de berijder én de passagiers zaten op een dwars geplaatste zitbank. Hij bood het ontwerp aan Sunbeam aan en de auto werd als Sunbeam-Mabley in productie genomen. In hetzelfde jaar presenteerde Sunbeam ook een "Panhard" type auto met een 6pk motor. Deze werd door de pers goed ontvangen, met name omdat er een stuurwiel aan boord was. Hierna begon Sunbeam auto's te produceren die soms deels werden ingekocht bij andere merken, zoals Berliet, maar die een eigen carrosserie kregen. Deze carrosserieën werden geproduceerd door bekende rijtuigbouwers in Wolverhampton.

#### The Sunbeam Motor Car Co. Ltd.
In 1905 werd "The Sunbeam Motor Car Company Limited" opgericht met een startkapitaal van 40.000 Pond en John Marston als voorzitter van de Raad van bestuur. De auto's werden geproduceerd bij de Moorfield Works aan Upper Villiers Street, maar componenten werden geproduceerd aan Owen Road, Temple Street en Ablow Street.

#### Eerste motorfietsen en radiateurs
In 1902 verkocht John Marston de fietsonderdelenfabriek aan Villiers Street aan zijn zoon Charles voor 6.000 Pond. In 1903 en 1904 vonden de eerste experimenten met gemotoriseerde fietsen plaats. Waarschijnlijk gebeurde dit door Motosacoche motoren in Sunbeam fietsframes te monteren. John Marston was geen voorstander van deze gemotoriseerde fietsen, en toen een werknemer met een van de prototypes verongelukte verbood hij de verdere ontwikkeling ervan. In 1906 begon Marston naast fietsen en auto's ook radiateurs voor auto's te produceren.

#### Louis Hervé Coatalen

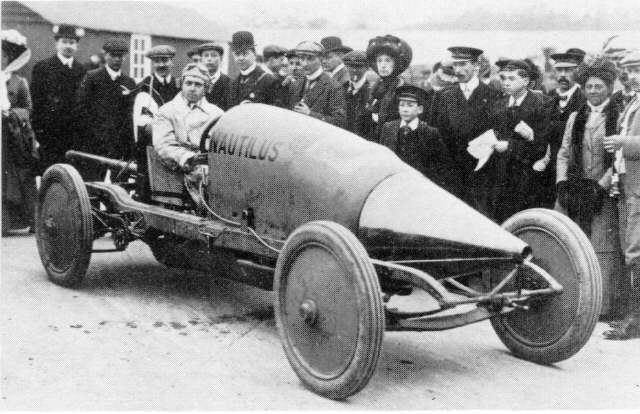
Louis Coatalen in zijn "Nautilus", Brooklands 1910. Eigenlijk hoorde ook de achterkant dicht te zijn, maar dat veroorzaakte koelproblemen

In 1909 werd Louis Hervé Coatalen aan de technische staf van de autofabriek toegevoegd. Hij had zijn technische opleiding in Frankrijk genoten, maar was in 1901 bij Humber in dienst getreden, waar hij de succesvolle Coventry Humber auto had ontworpen. In 1906 had hij samen met Hillman de Hillman-Coatalen Motor Car Company opgericht. Coatalen verkocht zijn aandelen aan Hillman en trad als hoofdontwerper in dienst van Sunbeam. Onder Coatalen werden steeds meer auto onderdelen in eigen huis geproduceerd, maar hij ontwierp uiteraard ook nieuwe modellen. Hij was ook de drijvende kracht achter de autosportsuccessen van Sunbeam. Zijn slogan was "Racing improves the breed" (racen verbetert het ras). Hij richtte het "Competition Department" op, dat zich uitsluitend met raceauto's ging bezighouden. Na eerste successen op het Brooklands circuit, dat voornamelijk voor recordpogingen gebruikt werd, besloot hij een gestroomlijnde auto te maken, de "Nautilus", die in 1910 op Brooklands reed.

### Jaren tien

#### Motorfietsen

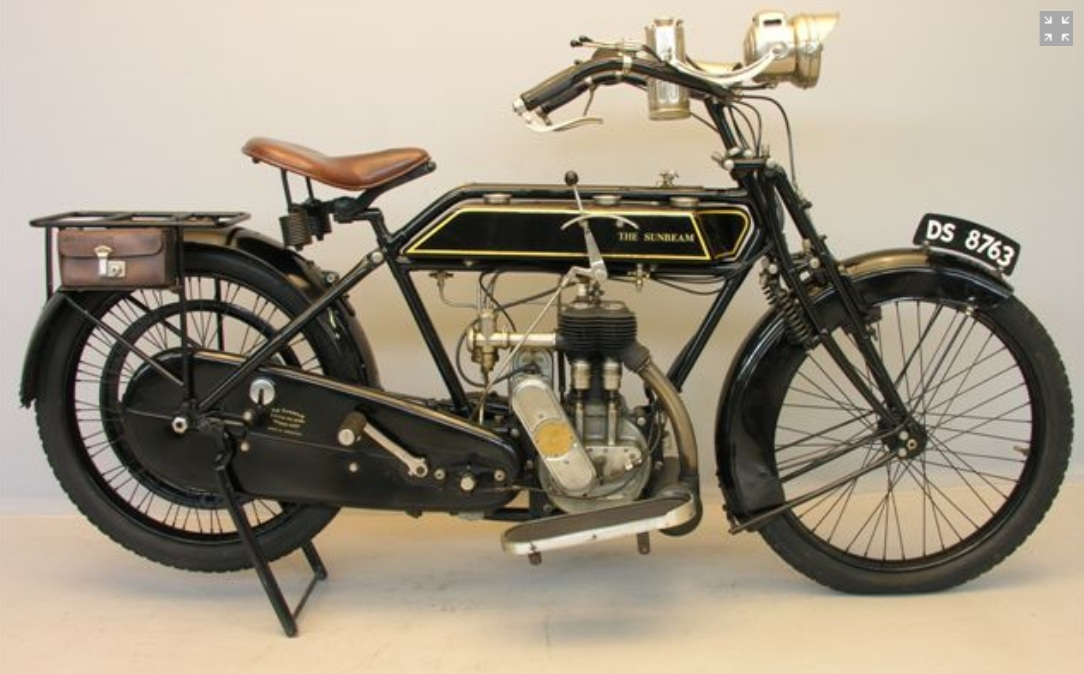
Sunbeam 3½ HP uit 1917

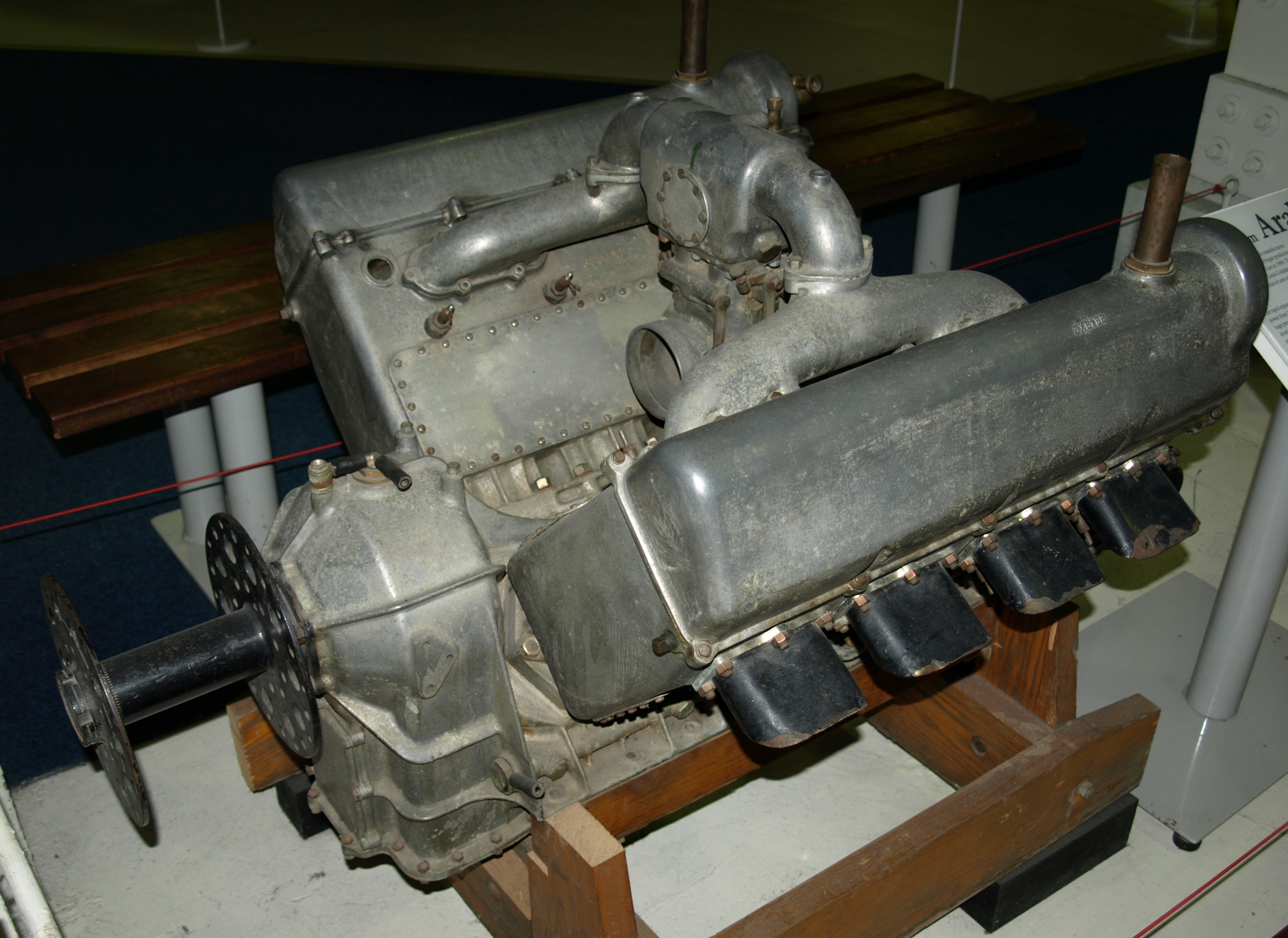
Sunbeam Arab vliegtuigmotor

Juist in Wolverhampton bloeide de motorfietsindustrie, en de gebroeders Stevens leverden hun inbouwmotoren aan merken als Clyno, Wearwell en Werner. John Marston zag in dat er wel degelijk toekomst zat in de gemotoriseerde tweewielers en gaf John Greenwood, die al voor Rover en JAP had gewerkt, rond 1911 opdracht een Sunbeam motorfiets te ontwikkelen. Het bedrijfje van de gebroeders Stevens was eigenlijk te klein en geld voor nieuwe investeringen was altijd welkom. Daarom liet Harry Stevens zich door Greenwood inhuren om aan de eerste Sunbeam mee te werken. Harry Stevens bouwde een 349cc 2¾pk eencilinder zijklepmotor met twee versnellingen. John Greenwood bracht kleine modificaties aan, waaronder de toepassing van de gepatenteerde oliebadkast en in 1912 ging de machine in productie. Ze werd verkocht als "The Gentleman's Motorcycle", een naam die de hoge kwaliteitsstandaard moest benadrukken. In 1913 werden kleine wijzigingen aangebracht, zoals de goudgebiesde zwarte lak die nog uit het "Japanning" tijdperk stamde en die het merk nog lang zou toepassen.

#### Vliegtuigen en vliegtuigmotoren
In 1912 produceerde Sunbeam voor het eerst vliegtuigmotoren, en tijdens de Eerste Wereldoorlog kreeg het bedrijf orders om complete vliegtuigen in licentie te bouwen. De eerste opdracht gold 20 Short 827 watervliegtuigen. Sunbeam werknemers volgden hiervoor een opleiding bij Short Brothers. De machines hadden een Sunbeam Crusader motor en er werden er (tot oktober 1916) vier per maand gebouwd. Louis Coatalen nam namens Sunbeam zitting in "The Society of British Aircraft Constructors". Na 1916 bouwde Sunbeam nog Short bommenwerpers en Avro 504 lesvliegtuigen. De productie verliep steeds sneller, in augustus 1918 werden 59 vliegtuigen afgeleverd. Sunbeam had intussen voldoende kennis om een eigen vliegtuig te ontwikkelen. In november 1916 gaf het "Committee for Imperial Defence" specificaties voor een bommenwerper uit. Deze machine moest een Hispano Suiza óf een Sunbeam Arab motor krijgen, een machinegeweer en vier 60 pond bommen kunnen dragen en voldoende brandstof voor een vijf uur durende vlucht met 100 mijl per uur op 10.000 voet. De Sunbeam Bomber werd een dubbeldekker met een spanwijdte van 12,8 meter en een lengte van 9,6 meter. Helaas werd het vliegtuig niet gekozen door het War Office, de opdracht ging naar Sopwith. In 1919 werd de vliegtuigproductie bij Sunbeam beëindigd. Er waren toen 647 vliegtuigen gebouwd.

#### Fietsen
De fietsen bereikten rond 1913 hun uiteindelijke vorm, en grote aantallen werden aan het Franse leger verkocht tijdens de Eerste Wereldoorlog. Tijdens de oorlog leverde Sunbeam net als andere Britse bedrijven voornamelijk militaire voertuigen, aan de Britse, Russische en Franse legers. Vanaf 1916 zelfs uitsluitend, want het Britse Ministry of Munitions verbood de productie van civiele voertuigen. Sunbeam auto's werden vooral geleverd als staf-auto en ambulance, maar ze werden deels in licentie gebouwd door Rover, omdat Sunbeam zich concentreerde op de productie van vliegtuigen en vliegtuigmotoren.

#### (Familie)tragedies
Voor de Marston familie werd 1918 een rampjaar. Roland Marston, derde zoon van John en Ellen en beoogd opvolger van zijn vader, overleed vroeg in het jaar. John Marston, die in 1916 met pensioen was gegaan, kwam deze klap niet te boven en overleed daags na de begrafenis. Zes weken later overleed ook moeder Ellen. Ook voor veel werknemers van Sunbeam was 1918 geen gelukkig jaar. Vooral zij die als soldaat gevochten hadden en terugkeerden na de wapenstilstand van november 1918 konden voorlopig niet aan het werk, omdat hun plaatsen intussen bezet waren en de productie terugliep omdat alle militaire contracten onmiddellijk werden beëindigd. Sunbeam was inmiddels in financiële problemen gekomen, deels door het wegvallen van de oorlogsproductie, deels door achterstallige betalingen van diezelfde oorlogsproductie. Toch begon men direct na de oorlog weer deel te nemen aan wedstrijden, zowel met de motorfietsen als de auto's.

#### Nobel Industries Ltd.
John Marston's oudste zoon Charles had zijn handen vol aan zijn eigen bedrijf Villiers. Bovendien zou er veel erfbelasting moeten worden betaald. Hij verkocht de fietsen- en motorfietsentak van John Marston Ltd. aan een consortium van munitieproducenten die goed aan de oorlog verdiend hadden en een goede investering voor het verdiende kapitaal zochten. In 1919 werd het consortium overgenomen door Nobel Industries Ltd. Thomas Cureton werd voorzitter van de raad van bestuur, maar overleed in 1921 en werd vervangen door Sidney Bowers, die tot aan zijn ziekte in 1931 zou aanblijven.

### Jaren twintig

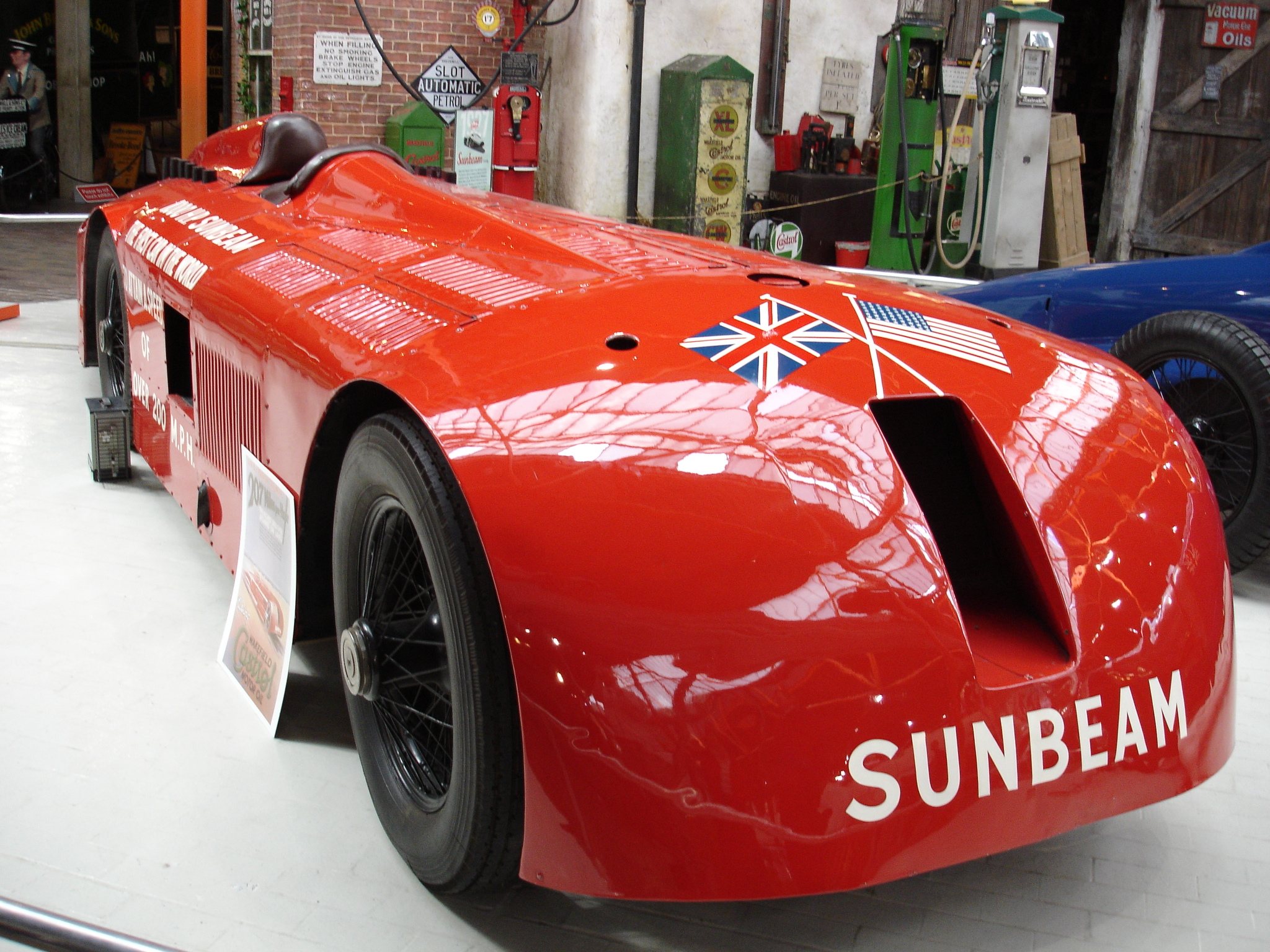
Nadat Harry Segrave zijn record van 1926 binnen één jaar was kwijtgeraakt aan Parry Thomas, bouwde Louis Coatalen met twee "overtollige" Sunbeam Matabele twaalfcilincer vliegtuigmotoren deze 1.000pk auto, waarmee Segrave in 1927 207 mph (333 km/h) reed in Daytona Beach

#### Sunbeam Talbot Darracq Group
In 1920 vormde The Sunbeam Motor Car Company samen met Talbot en Darracq de STD Group. Louis Coatalen werd hoofdontwerper. In september 1920 ging voorzitter van de raad van bestuur van Sunbeam Thomas Cureton met pensioen, hij werd opgevolgd door James Todd. De jaren twintig waren bijzonder succesvol voor het merk Sunbeam, dat nu weliswaar verdeeld was: De auto's onder de vlag van de STD Group en de motorfietsen onder Nobel Industries, maar zowel de autofabriek als de fietsen- en motorfietsenfabriek konden autonoom produceren volgens de filosofie van John Marston: alleen topkwaliteit was goed genoeg, ongeacht de kosten. Bij de motorfietsen werden kopklepmotoren ontwikkeld, een techniek die het merk slechts moeizaam onder de knie gekregen had, en alle modellen werden herzien. De in 1913 geïntroduceerde 3½ HP motorfiets had inmiddels de bijnaam "Rolls Royce of Singles" (Rolls Royce onder de eencilinders) gekregen, er werd met succes geracet en sommige Sunbeam motorfietsen waren geliefde zijspantrekkers geworden. Bij de automodellen ging Sunbeam zich in deze periode concentreren op de 14 HP, de 20 HP en de drielitermodellen. Vanaf 1927 bracht Louis Coatalen veel tijd in Frankrijk door, maar zijn afwezigheid, én de beurskrach van 1929, hadden een grote invloed op de ontwikkeling en productie van Sunbeam auto's. Veelal werden geen nieuwe onderdelen ontwikkeld, maar moesten eerst oude voorraden, zelfs oude motoren, opgemaakt worden. Ook bij de motorfietsen moesten concessies gedaan worden aan de kwaliteit om de prijzen laag te houden.

#### Sport en ontspanning
Clement B. Kay nam de functie van bedrijfsleider waar voor Coatalen, en hij deed veel om de saamhorigheid en de sfeer onder het personeel te verbeteren. Hij moedigde sport en recreatie sterk aan. Er kwamen een succesvol Sunbeam voetbalteam en drie cricketteams, een huisorkest met 50 muzikanten en een mannenkoor. In de wintermaanden werden dans- en whistavonden georganiseerd. Er kwam een eigen sportpark met voetbal- en cricketvelden en een bowlsgreen.

#### Bitterzoete sportjaren
Op sportgebied richtte Sunbeam zich zowel bij de motorfietsen als bij de auto's meer op heuvelklimwedstrijden en snelheidsrecords dan op racewedstrijden. Toch was Louis Coatalen verheugd dat de eerste naoorlogse Grand Prix in zijn geboorteland Frankrijk zou plaatsvinden: in juli 1921. Henry Segrave won in 1923 de Franse Grand Prix en daarmee was Sunbeam de eerste Britse fabrikant ooit die een Grand Prix won. Albert Divo werd met Sunbeam tweede en Kenelm Lee Guinness vierde. In dat jaar kwam ook Dario Resta, die tijdens de Eerste Wereldoorlog naar de Verenigde Staten was verhuisd om voor Sunbeam te racen, terug naar Europa. Hij was in 1924 tamelijk succesvol in heuvelklimwedstrijden en deed ook een recordpoging op Brooklands, maar werd gedood tijdens een crash. Zijn monteur Bill Perkins raakte zwaargewond (monteurs reden in die tijd nog mee in de auto). Kenelm Lee Guinness crashte tijdens de Spaanse Grand Prix en zijn monteur Tom Barrett overleed hierbij. Guinness raakte zwaargewond en zou nooit meer racen. Dit laatste ongeval leidde er uiteindelijk toe dat monteurs niet meer mee mochten rijden. Sunbeam had ook succes in recordwedstrijden. Kenelm Lee Guinness had al in 1922 een Wereldsnelheidsrecord op land op Brooklands gereden. Met dezelfde 18 liter 350pk V12 "Aero" motor deed Malcolm Campbell dat in 1924 en 1925. Vanaf dat moment ontstond een enorme strijd tussen Campbell en Segrave waarbij elkaars records met regelmaat werden verbeterd.

#### Imperial Chemical Industries (ICI)
Rond 1926 kwam de nieuwe eigenaar van de fietsen- en motorfietsenfabriek van Sunbeam, Nobel Industries Ltd., in financiële problemen. Nobel vormde in 1927 samen met Brunner Mond Ltd. het nieuwe concern ICI, waarvan Sunbeam slechts een klein onderdeeltje was. Voor dit chemische bedrijf waren motorfietsen natuurlijk een weinig interessant aspect, maar vooralsnog merkte men daar bij Sunbeam niet veel van. Het bedrijf bleef onder leiding van Sidney Bowers en F.T. Jones, maar er was uiteraard wel enige bezorgdheid. Toch kocht men in 1926 een gebouw tegenover Sunbeamland, waar een nieuw bedrijfsonderdeel verrees: Elms Works, genoemd naar het huis dat er oorspronkelijk stond, maar de fabriek heette in de volksmond Clock Works, naar de grote klok op het dak. Hier werden de service- en onderdelenafdeling ondergebracht onder leiding van Joe Dudley, maar ook de sportafdeling, de kantine en de "Social Club". De Beurskrach van 1929 bracht een grote daling in de motorfietsverkopen teweeg en de Sunbeam motorfietsen waren al veel eenvoudiger geworden, met een minder goede afwerking dan in het verleden. De dalende verkoop werd opgevangen door opnieuw radiateurs te gaan produceren voor voertuigen, vliegtuigen en stationaire motoren. Deze werden het belangrijkste product van het bedrijf. In november 1929 begon men ook met de productie van de Deloford opvouwbare boten, die vrij succesvol werden.

#### Bussen
Aan het eind van de jaren twintig, toen zowel de auto- als de motorfietsverkopen terugliepen, besloot Sunbeam tot de groeiende markt van autobussen toe te treden. In december 1928 werd het eerste buschassis gepresenteerd: de "Sikh" zeswieler voor een 60- tot 70-persoons dubbeldekker met een 8 liter zescilindermotor die 142pk leverde. Deze bus was mogelijk geïnspireerd op de populaire Guy Motors en Karrier zeswielers. Al in 1929 verscheen een kleiner model met vier wielen, de "Pathan", bedoeld voor 26 stoelen. Dit chassis had een 6,6 liter zescilindermotor die 110pk leverde. Van beide modellen, die door carrosseriefabrieken als Dodson en Short Brothers of van een eigen Sunbeam koetswerk werden voorzien, werden er slechts weinig geproduceerd.

### Jaren dertig
Aan het begin van de jaren dertig, toen de wereld nog herstellende was van de beurskrach, had Sunbeam bij de motorfietsen al flinke besparingen doorgevoerd, waardoor er van de hoge kwaliteitsnormen niet veel over was gebleven. Ervaren werknemers deden onderzoek naar een meer efficiënt productieproces. Alle productieprocessen werden gecontroleerd en getimed. Men besloot veel onderdelen in te gaan kopen van toeleveranciers, in plaats van deze zelf te produceren. Veel machines bleken verouderd, maar ICI wilde niet investeren in Sunbeam, zodat ze niet vervangen werden.

#### Seagull buitenboordmotoren
In 1931 presenteerde John Marston Ltd, de fietsen- en motorfietsenfabriek, tweetakt- buitenboordmotoren. De serie bestond uit een 340cc twin, een 102cc eencilinder en een 78cc eencilinder. Deze werden een aantal jaren in Wolverhampton geproduceerd en kregen de naam "Seagull".
Bij de autotak vertrok Louis Coatalen in 1931. Zijn gedrevenheid en enthousiasme werden gemist, maar bij The Sunbeam Motor Car Company Ltd, die nog steeds onder de Sunbeam Talbot Darracq Group viel, bleef men auto's met hoge kwaliteit ontwikkelen. Aanvankelijk waren dit de 16HP, 20HP en 25HP met zescilinder motoren, grote sedans met vijf zitplaatsen. Sportmodellen waren de "Speed 20.9", de "Speed Twenty" en de "Twenty-One Sports". In 1934 kwam de hele Sunbeam groep in financiële problemen, omdat klanten niet langer prijs stelden op dure, ietwat verouderde auto's. Het werd nodig de verkoopcijfers te verhogen en er werd een goedkoper model geïntroduceerd. Voor het ontwerp had men Herbert C. M. Stephens ingehuurd. Hij had al eerder voor Sunbeam gewerkt, maar kwam nu van Singer. Zijn ontwerp, de "Dawn", was een kleiner model van de "Twenty" en had een 1.660cc 12,8pk viercilinderkopklepmotor. Stephens bouwde een goedkope auto, zonder concessies te doen aan de kwaliteit. Jammer genoeg kende de auto enige kinderziekten, met name met de onafhankelijke voorwielophanging. Deze werden snel opgelost, maar het kwaad was al geschied: Sunbeam had er een slechte naam door gekregen. Bovendien werd de investering van 3,5 miljoen Pond voor de ontwikkeling en productiemiddelen niet terugverdiend. De problemen werden zó groot, dat soms wielen van half afgemonteerde auto's verwijderd werden om de salarissen te kunnen betalen.

#### Sunbeam Commercial Vehicles Ltd.
In 1926 had het bedrijf Guy Motors de eerste zeswieler trolleybus ter wereld gebouwd. Een aantal van deze bussen deden dienst in het groeiende busnetwerk van de Wolverhampton Corporation. Wellicht was dit een reden voor Sunbeam om ook trolleybussen te gaan produceren. Daarvoor werd in 1931 Sunbeam Commercial Vehicles opgericht. Het standaard zeswielerchassis werd aangepast en de Sunbeam trolleybussen waren meteen succesvol. Sunbeam zou uiteindelijk uitgroeien tot een van de leidende producenten op dit gebied. Door de grote financiële problemen werd Sunbeam Commercial Vehicles in 1934 een besloten vennootschap (Ltd. Co.)

#### Rootes Group en AEC Ltd.
In juli 1935 werden The Sunbeam Motor Car Company Ltd. én de trolleybusonderneming Sunbeam Commercial Vehicles Ltd. geliquideerd en verkocht aan Rootes Group, die ook Talbot overnam. Rootes was al eigenaar geworden van Hillman, Humber en Commer. Het had geen interesse in kwalitatief hoogstaande producten, maar wel in massaproductie. Men behield weliswaar de Sunbeam naam, maar de autoafdeling van het bedrijf werd al snel gesloten. In Moorfield werden voortaan bussen van Karrier, dat sinds 1934 ook eigendom van Rootes was, gebouwd. Associated Equipment Co. Ltd. raakte geïnteresseerd in Sunbeam en algemeen directeur C.W. Reeve en de voorzitter van de raad van bestuur van AEC J.T.C. Moore-Brabazon namen zitting in de bestuursraad. Er werd een Sunbeam bus op een AEC chassis gebouwd, met een Gardner dieselmotor. Er werden er echter weinig van geproduceerd en Sunbeam produceerde in deze periode ook accu-aangedreven voertuigen, zoals de beroemde "Milk floats", krukassen voor AEC en plaatwerk voor Ford. Voor Rootes zou Hillman het belangrijkste merk worden, terwijl Humber voor de meer luxe auto's moest zorgen en Sunbeam voor de sportieve modellen. Alleen in naam dan, want Rootes was een van de pioniers op het gebied van badge-engineering en alle voertuigen werden in de eigen fabriek in Maidstone gebouwd.

#### Associated Motor Cycles

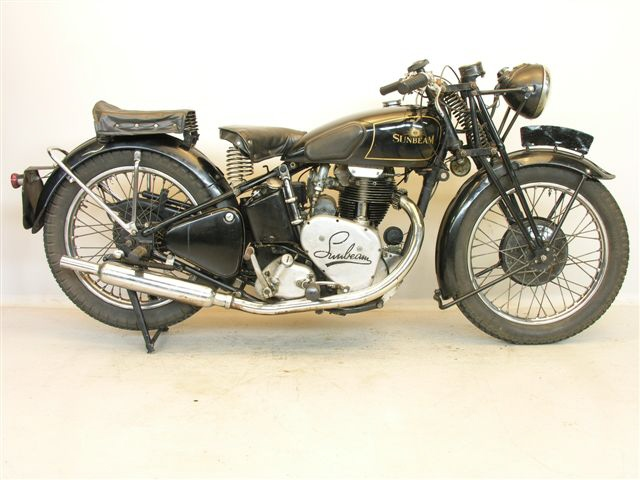
Sunbeam Model B24 (350cc) uit 1939, met het typische, door Associated Motor Cycles ontwikkelde kopklepblok met diep in het carter verzonken cilinder

Halverwege de jaren dertig liepen de motorfietsverkopen sterk terug, terwijl die van de fietsen verdubbelden. ICI keek in 1937 uit naar een koper voor de inmiddels verliesgevende tweewielersectie van Sunbeam. De fabrieksgebouwen wilden men echter wel behouden en ook de werkgelegenheid voor het personeel veilig stellen. Dit personeel werd door ICI ingezet bij de grootschalige productie van radiateurs, waarvoor de oude machines verdwenen en de fabriek heringericht werd. Er was eigenlijk niet veel te verkopen: productielijnen waren er niet, slechts verouderde machines waar nog veel handwerk aan werd gedaan en baanbrekende motorfietsmodellen had Sunbeam ook niet te bieden. Sunbeam produceerde meestal slechts 35 motorfietsen per week, en 2.000 tot 3.000 fietsen per jaar. Walter Liff, bedrijfssecretaris van Sunbeam, wist helemaal niets van de plannen van ICI om het motorfietsmerk Sunbeam in de verkoop te doen. Hij bood George Rowley een baan als verkoopmanager en coureur aan. Rowley werkte echter voor AJS, dat in 1931 was overgenomen door de gebroeders Collier, eigenaren van het merk Matchless. AJS en Matchless vormden inmiddels "Amalgamated Motor Cycles" (AMC). Met Rowley haalde hij het "Paard van Troje" binnen: Rowley keek goed rond in het bedrijf en bracht rapport uit aan AMC in Woolwich. Daarop kreeg hij te horen dat AMC op het punt stond Sunbeam over te nemen, waarop hij haastig meldde dat hij de baan niet kon aannemen. Op dat moment nog een tegenvaller voor Liff, die zelfs de pers al had geïnformeerd over de komst van Rowley. In Augustus 1937 vond de overname plaats. George Rowley verscheen met de AMC directeur, de productie-ingenieur en de chef van de spuiterij. Ze schrokken van wat ze aantroffen: de machines waren zo verouderd en versleten dat ze totaal onbruikbaar waren. Men besloot de hele productie over te plaatsen naar Woolwich. Daarmee was de tweewielerproductie van Sunbeam in Wolverhampton voorgoed verleden tijd. AMC kocht feitelijk vooral de goede naam, de bouwtekeningen en het dealernetwerk van Sunbeam. Men vormde twee nieuwe bedrijven: Sunbeam Bicycles Ltd en Sunbeam Motor Cycles Ltd. Na de overname van Sunbeam veranderde de naam van AMC in "Associated Motor Cycles". Onder regie van Associated Motor Cycles werden vanaf 1938 een aantal nieuwe Sunbeam modellen met bovenliggende nokkenassen op de markt gebracht. AMC had een aantal nieuwe motorblokken van 250- tot 600cc ontwikkeld die allemaal kopkleppen met haarspeldveren hadden.

### Jaren veertig

#### BSA Group
Door het uitbreken van de Tweede Wereldoorlog had AMC de Sunbeam productielijnen in Woolwich nodig voor de Matchless G3 legermachines. Die productielijnen zouden nooit meer gebruikt worden voor Sunbeam motorfietsen, de BSA groep zou het merk in 1943 overnemen en de laatste "echte" Sunbeams, de S7 en S8 modellen, zouden in Redditch gemaakt worden.

#### Brockhouse Group
Vanaf 1944 had AEC geen interesse meer in Sunbeam Commercial Vehicles Ltd. Het bedrijf werd in 1946 verkocht aan de Brockhouse Group. Die veranderde de naam in 1948 in Sunbeam Trolleybus Company. In januari 1949 werd het bedrijf weer doorverkocht aan Guy Motors. Vanaf dat moment kregen de bussen van Guy de naam "Sunbeam". Tot 1953 bleef de productie in de Moorfield Works plaatsvinden, maar daarna werd ze verhuisd naar de fabriek van Guy in Park Lane (Wolverhampton). De Sunbeam trolleybussen verkochten goed, halverwege de jaren vijftig reden er in Zuid-Afrika meer Sunbeam trolleybussen dan die van alle andere merken samen, maar ook in het Verenigd Koninkrijk waren ze bijzonder populair. Ze bleven tot 1965 in productie.

### Jaren vijftig

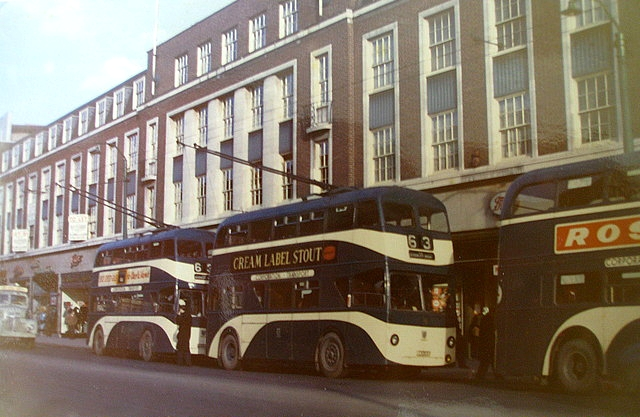
Sunbeam dubbeldekker trolleybussen uit de "Coronation" Serie (ca. 1955) in Kingston upon Hull in 1963

#### Badge engineering
In de jaren vijftig produceerde Rootes auto's die vaak waren samengesteld uit componenten van de verschillende merken die het bezat. De Sunbeam-Talbot 90 had bijvoorbeeld een motor die was afgeleid van een vooroorlogse Humber. Sunbeams werden veelal ingezet als rally auto. Er werden nog slechts twee Sunbeam motorfietsmodellen gebouwd, onder de vlag van de BSA Group: de S7 en S8, met langsgeplaatste paralleltwins. Zij gingen in 1956 uit productie. De laatste keer dat de naam "Sunbeam" op motorfietsgebied verscheen, was in 1959, toen de Triumph Tigress scooter verscheen, die tot 1964 werd gemaakt en ook als "Sunbeam" en "BSA-Sunbeam" B1 en B2 werd verkocht. De Sunbeam trolleybussen waren bijzonder populair, maar werden gemaakt bij Guy Motors met een eigen chassis en een Park Royal carrosserie.

### Jaren zestig

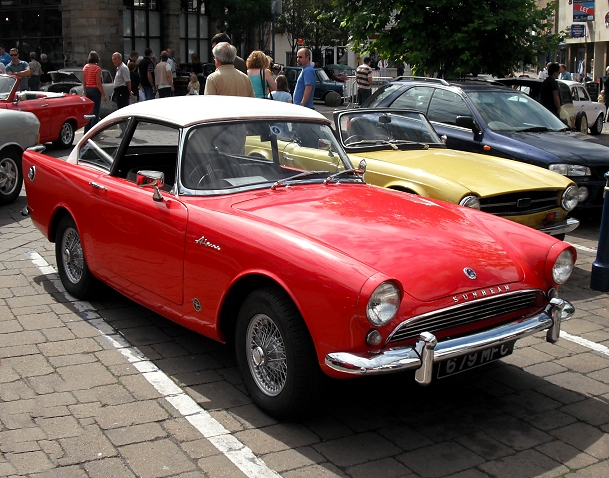
Sunbeam Alpine

#### De laatste Sunbeams
Alle eigenaren van de naam Sunbeam (Rootes voor de auto's, Guy Motors voor de trolleybussen en BSA voor de motorfietsen) hadden een "goede naam" gekocht, opgebouwd in de jaren twintig. Maar ze kwamen, net als de hele Britse auto- en motorindustrie, in financiële problemen in de jaren zestig. Er werden nog wel auto's gemaakt, zoals de Sunbeam Tiger en de Sunbeam Imp, die feitelijk een Hillman Imp was. Deze auto moest concurreren met de Mini, maar was niet goed doorontwikkeld en verkocht slecht. Rond 1967 had het bedrijf, ook door de vele stakingen, zo veel geld verloren dat het verkocht moest worden aan Chrysler. Intussen beëindigde Guy motors de productie van trolleybussen in 1965. Een populair model was wel de Minx.

#### Chrysler
De enorme investeringen in de "Imp" serie én de daarvoor gebouwde nieuwe fabrieken in Linwood, samen met de tegenvallende verkopen van de auto, leverden Rootes grote verliezen op. Daar kwam nog de grote onrust in de Britse economie en industrie halverwege de jaren zestig bij. In 1964 stelde Lord William Rootes een partnerschap met Chrysler voor. Lord Rootes stierf in oktober 1964 en kort daarna begon het er steeds meer op te lijken dat ook de Rootes Group niet zou overleven. In 1967 was de complete overname door Chrysler een feit. De Rootes Group viel nu onder Chrysler Europe, waar Simca het belangrijkste merk was. In 1968 werden, ondanks de inflatie, de prijzen van de voormalige Rootes modellen zelfs verlaagd om ze überhaupt te kunnen verkopen.

### Jaren zeventig
Simca had begin jaren zestig Talbot overgenomen en was voor Chrysler Europe het belangrijkste merk geworden. Alle Rootes modellen (van Hillman, Commer, Singer en Sunbeam) verdwenen mettertijd, hoewel de beste componenten van Rootes nog werden gebruikt "de beste" auto te maken. "De beste" was voor Chrysler echter de goedkoopste om te produceren, een beleid dat mijlenver verwijderd was van de kwaliteitseisen die Sunbeam zich door zijn hele bestaansgeschiedenis gesteld had. Van de merkentrouw van veel klanten, die er zelfs voor gezorgd had dat bijvoorbeeld Singer auto's onder de naam "Sunbeam" verkocht werden, bleef niets over, zeker toen alle modellen de naam "Chrysler" kregen. In 1967 was de Tiger al verdwenen, omdat de motor van concurrent Ford niet vervangen kon worden door een Chrysler exemplaar. De Sunbeam Stilletto, een coupé versie van de Hillman Imp, verdween in 1972.

#### Chrysler Sunbeam
Chrysler produceerde van 1977 tot 1981 met steun van de Britse regering in de voormalige Rootes fabriek in Linwood de Chrysler-Sunbeam. Dit was de opvolger van de Hillman Imp en een kleinere versie van de Simca Horizon. De laatste series van dit model kregen de naam Talbot Sunbeam. In 1978 werd Chrysler Europe eigendom van PSA Peugeot Citroën

## Fiscaal motorvermogen
De Britten gaven bij hun type aanduidingen vaak het vermogen op, zoals bij de automodellen 14 HP en 20 HP. Het is natuurlijk niet logisch dat auto- of motorfietsmodellen die jarenlang in productie blijven zó weinig technische ontwikkeling doormaken, dat het vermogen niet groter wordt. De Britten betaalden wegenbelasting afhankelijk van het vermogen van hun voertuig. De Britse Royal Automobile Club had al in 1910 een belastingtarief berekend, gebaseerd op de boring en het aantal cilinders van een motor. Deze berekening leverde een "fiscaal vermogen" op, maar van deze berekening klopte na verloop van tijd niets meer door de voortschrijdende techniek én het feit dat de slag niet in de berekening was meegenomen. Daardoor was de cilinderinhoud niet bekend en kon men, door de slag maar lang genoeg te maken, een grote motor produceren met een zeer laag fiscaal vermogen. Ook de technische ontwikkelingen, die het mogelijk maakten steeds meer vermogen uit dezelfde cilinderinhoud te halen, telden niet mee. Daarom heetten de modellen van Sunbeam ook wel 14/40 HP en 20/60 HP. Vóór de streep het fiscale vermogen, achter de streep het werkelijke vermogen.

## Trivia
- De naam van het merk Moonbeam was afgeleid van "Sunbeam"
- Charles Marston, de oprichter van het merk Villiers was de oudste zoon van John Marston